# Parparean I
Parparean I is een bestuurslaag in het regentschap Toba Samosir van de provincie Noord-Sumatra, Indonesië. Parparean I telt 603 inwoners (volkstelling 2010).